# 四方站 (日本)
四方站（日语：／ Yokata eki */?）是位於富山縣富山市四方，富山地方鐵道（地鐵）射水線的鐵路車站（廢站）。
此站是婦負郡和合町（在1960年（昭和35年）編入至富山市）的中心車站。

## 歷史

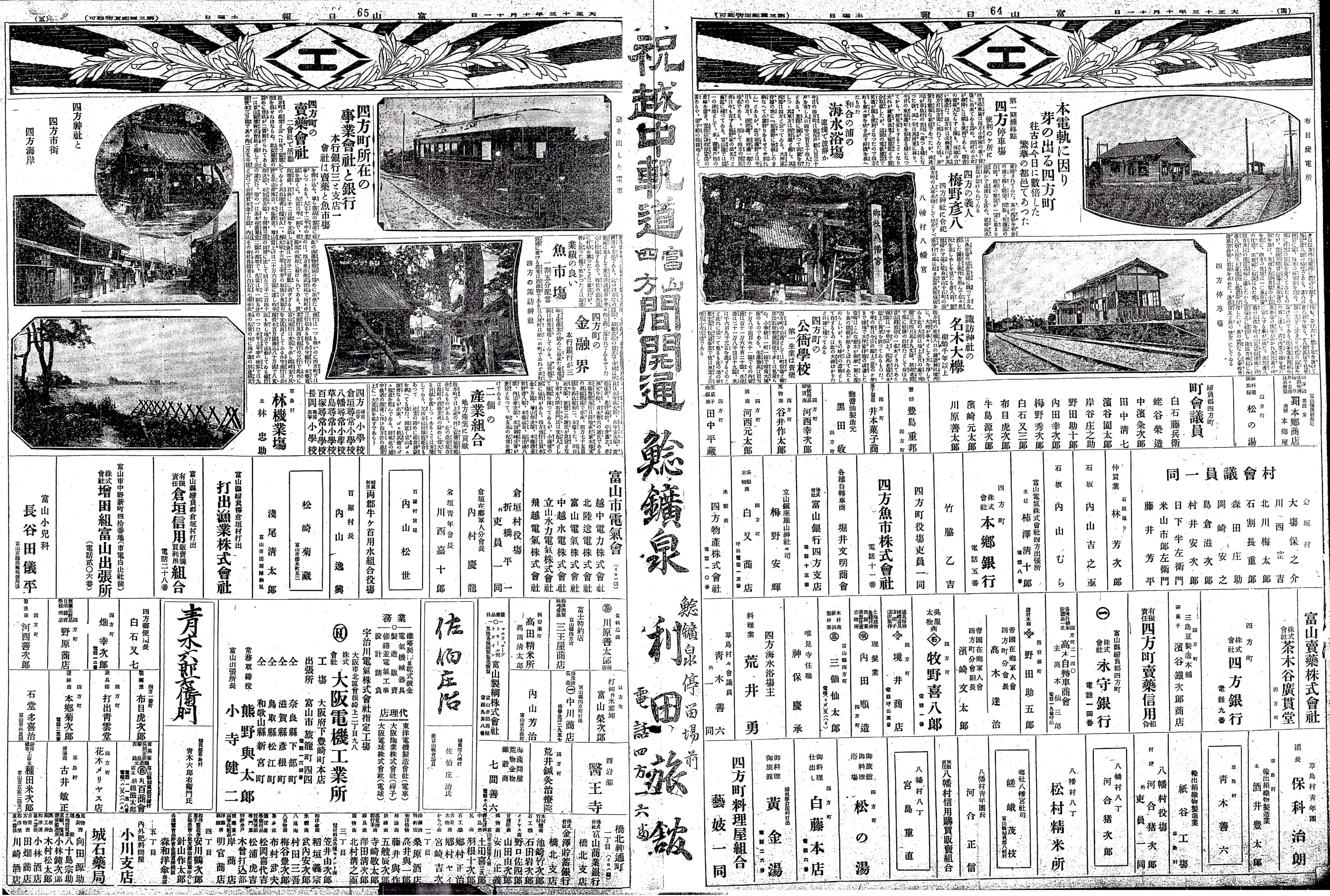
越中電氣軌道線開通的新聞報導。當中刊登了此站的照片。

- 1924年（大正13年）10月12日：越中電氣軌道富山北口站至此站之間開通，此站啟用[1]。
- 1926年（大正15年）7月21日：此站至打出濱站（後來變為打出站（第二代））之間開通，此站成為中途站[1]。
- 1927年（昭和2年）2月13日：鐵路公司名稱改為越中鐵道。成為越中鐵道的車站[2]。
- 1943年（昭和18年）1月1日：隨著進行交通整合，成為富山地方鐵道射水線的車站[1][2]。
- 1952年（昭和27年）8月28日：站舍改建[3]。
- 日期不詳：客運業務被業務委託化[4]。
- 1980年（昭和55年）4月1日：射水線廢除，此站也被廢除[1][2]。

## 車站構造
截至車站廢除前，此站是一座地面車站，設有2面2線的相對式月台。直至廢線前，此站是唯一設有列車交會設施的中途站。在兩座月台之間（站舍一方的月台北邊與對面月台的北邊）設有站內平交道連接。站內的轉轍器為彈簧轉轍器。
此站是職員配置車站（但是客運業務被業務委託化）。站舍位於站內北邊，鄰接上行月台北邊。從正面望向站舍中，左邊部分位置是兩層高。靠近月台一方的站舍中，部分位置延伸出來，成為有蓋候車室。在對面月台上也有有蓋候車室。另外也有一座小型建築物，該建築物為廁所。
站內設有乘務員區和南富山車輛區四方支區。在射水線運輸系統上，此站是一座據點車站。在本線靠近新富山一方，於交會設備轉轍器前設有側線分支。該側線共有4條，其中3條是連接車廠工場和木製車庫，其餘1線用作洗車之用。該處除了車庫外，還有職員室和浴場。
站內放置了射水線除雪用車輛。該車輛從富岩鐵道時代引入，車型為Bo1形Bo2。該車輛一直停泊在站內直至廢站。

## 車站周邊
- 國道415號（日语：国道415号）
- 富山縣道207號四方新中茶屋線（日语：富山県道207号四方新中茶屋線）
- 市立圖書館分館
- 四方郵局
- 富山市立四方小學（日语：富山市立四方小学校）
- 四方漁港（日语：四方漁港）

## 現狀
此站至鯰礦泉前站前方之間的路軌遺址變成農道（在八山站前後路段為富山地鐵巴士的巴士專用道）。在此站靠近打出一方的路軌遺址變成了單車徑。在道路下方埋藏了連接富山新港與日本海石油富山煉油廠（鄰接富山火力發電廠）之間的管道。
截至1997年（平成9年），路基遺址變成了單車徑。站舍遺址變成了停車場的一部分。月台遺址變成花壇。截至2006年（平成18年），車廠遺址建設了保育所，月台遺址繼續變成花壇。截至2010年（平成22年），保育所仍然存在。

## 相鄰車站
富山地方鐵道
射水線
鯰礦泉前－四方－打出
曾經在此站與打出站（第一代）之間設有和合之浦站（日语：／）（在1929年（昭和4年）7月9日啟用，1931年（昭和6年）6月4日廢除）。

## 注腳
1. 1 2 3 4 5  《日本鐵道旅行地圖帳 全線全站全廢線 6 北信越》（監修：今尾惠介，新潮社，2008年10月發行）34頁
2. 1 2 3  （JTB出版，2010年4月發行）211-212頁
3. ↑  《富山地方鐵道五十年史》（1983年3月28日，富山地方鐵道株式會社發行）888頁
4. 1 2 3 4  《RM LIBRARY 107 富山地鐵笹津・射水線》（著：服部重敬，NEKO PUBLISHING，2008年7月發行）38,41頁
5. 1 2  《RM LIBRARY 107》38-39,41頁
6. 1 2 3 4 5 6 7  《鐵道模型趣味》（機藝出版社）1981年3月號59頁
7. 1 2 3 4  （著：寺田裕一，NEKO PUBLISHING，2010年12月發行）52-53頁
8. ↑  《RM LIBRARY 107》21頁
9. ↑  （JTB出版，1997年）108頁
10. ↑  《富山廢線紀行》（著：草卓人，桂書房（日语：桂書房），2008年）66頁

## 相關項目
- 日本鐵路車站列表 Yo